# Хитрий койот і Дорожній бігун
Вайл І. Койот (англ. Wile E. Coyote) і Дорожній бігун (The Road Runner) — два персонажа однойменної серії короткометражних мультсеріалів Looney Tunes і Merrie Melodies. Обидва персонажа (койот і каліфорнійська зозуля-подорожник) були створені художником-мультиплікатором і режисером Чаком Джонсом у 1948 році для Warner Bros., а сценарії до мультфільмів про них були написані Майклом Мальтезе.
Перший мультфільм з їх участю мав назву Fast and Furry-ous. Всього з 1949 по 2012 роки було знято 48 короткометражок і один 26-хвилинний мультфільм. Також ці герої були в серед інших персонажів Warner Bros. в мультиплікаційно-ігровому повнометражному фільмі «Луні Тюнз: Знову у справі».

## Персонажі
Обидва головних персонажа антропоморфні і не дуже схожі на свої зоологічні прототипи; Дорожній бігун (каліфорнійська земляна зозуля) — високий, стрункий і дуже швидкий птах синьо-фіолетового кольору. Дія відбувається (орієнтовно) на південному заході США. Сюжет кожного мультфільму будується навколо того, що койот Вайл намагається наздогнати, зловити і з'їсти Дорожнього бігуна, який без зупинок бігає по дорогах з такою швидкістю, що його ноги зовні утворюють подобу «колеса». З цією метою койот в кожній серії купує матеріали в вигаданій компанії Acme Corporation, за допомогою яких створює хитрі пастки для лову птахів, такі як «гігантська гумка» або «портативний підвісний коток», однак його схема кожен раз зазнає невдачі, причому найчастіше через ненадійність конструкції або непередбачливості самого койота, який опиняється не тільки без бажаної здобичі, але і в безлічі неприємних ситуацій. В кінці кожного мультфільму Дорожній бігун, який ніколи не буває спійманий або поранений (за винятком однієї серії, в якій Койот встигає схопити Бігуна), видає характерний звук «біп-біп» і тікає. Це єдиний «голос» в мультфільмі, так як койот мовчить. Звук Бігуна був записаний Полом Джуліаном.

## Мультфільми
Койот і зозуля стали героями вельми тривалої серії коротких мультфільмів, сценарії лише до перших 16-ти з яких були написані особисто Мальтісом. За 1950-ті — 1960-ті роки було знято понад двох десятків серій, також Койот Вайл з'являвся в якості антагоніста в п'яти мультфільмах з Багзом Банні, де, на відміну від оригінальних серій, іноді вимовляв окремі фрази (героя озвучував Мел Бланк). З 1960-х років і до сьогодення ці герої в якості другорядних персонажів з'являлися у великій кількості мультсеріалів і повнометражних мультфільмів, причому в період з 1979 по 2010 роки було створено також декілька нових мультфільмів саме про даних героїв. Загальна кількість мультфільмів, де ці герої є головними, на даний момент складає 48, більшу частину з яких намалював Чак Джонс.
Як пояснював Чак Джонс у своїй автобіографії, успіх мультфільмів полягає в суворому дотриманні набору правил, у тому числі того, що глядачі повинні зберігати рівні симпатії до невдахи-койота і його потенційної здобичі, і дорожній бігун буде принижувати, але ніколи не нашкодить койотові, так само як і койот ніколи не отримує справжніх травм в результаті своїх невдач, а лише злиться.